# Apoldu de Jos
Apoldu de Jos (veraltet Apoldul Mic, Polda Mică; deutsch Kleinpold oder Klein-Apolden, siebenbürgisch-sächsisch Klipult oder Niederspold, ungarisch Kisapold) ist eine Gemeinde im Kreis Sibiu in der Region Siebenbürgen in Rumänien.
Der Ort ist auch unter der deutschen Bezeichnung Klein-Polden bekannt.

## Geographische Lage

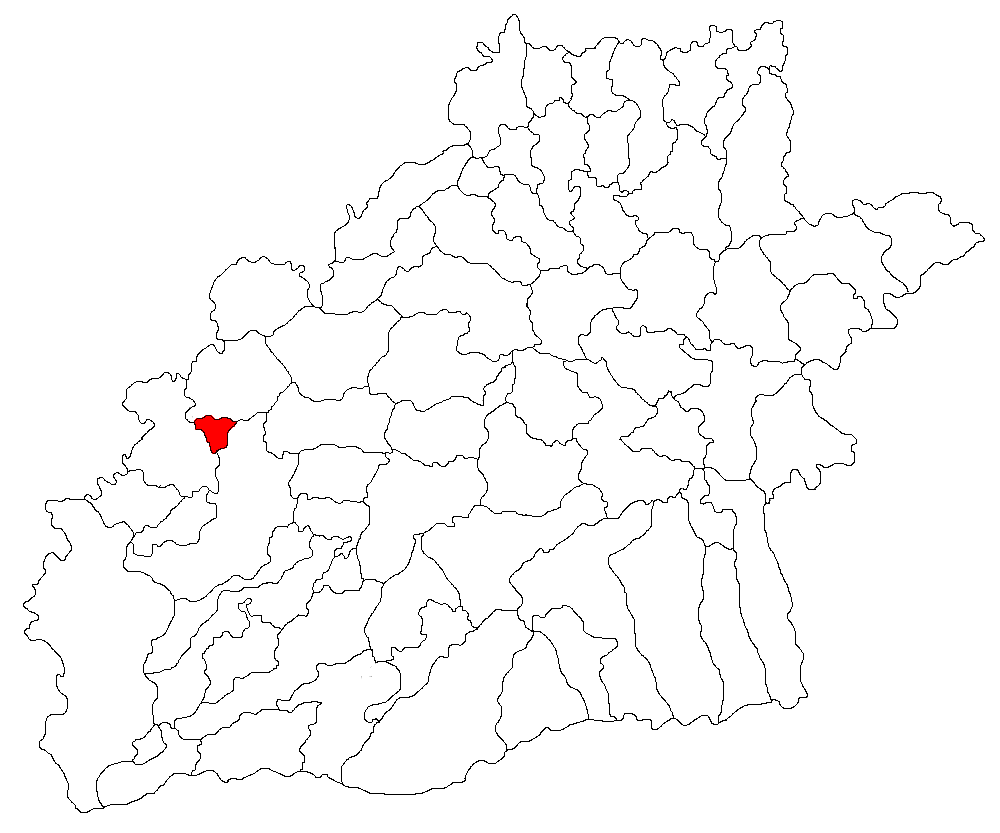
Lage der Gemeinde Apoldu de Jos im Kreis Sibiu

Die Gemeinde Apoldu de Jos liegt im historischen Unterwald im Südwesten des Siebenbürgischen Beckens, am Oberlauf des Secaș ein Zufluss des Sebeș. Südlich vom Zekescher-Hochland (Podișul Secașelor) in der Apolder Senke, befindet sich der Ort Apoldu de Jos am Zusammenfluss der Bäche Amnaș und Apold in den Secaș. An der Kreisstraße (drum județean) DJ 106G, die zum Teil auch Verbindungsstraße zwischen der Autostrada A1 mit den hier gemeinsam verlaufenden Europastraßen E 68 und der E 81 ist, und an der Bahnstrecke Sibiu–Vințu de Jos, befindet sich Apoldu de Jos etwa 35 Kilometer westlich von der Kreishauptstadt Hermannstadt entfernt.

## Geschichte
Apoldu de Jos im historischen Reußmarkter Stuhl gelegen, wurde einst von Siebenbürger Sachsen gegründet und erstmals 1289 urkundlich erwähnt. Nach Angaben von J. M. Ackner, C. Goos und V. Christescu wurden auf dem Areal von Apoldu de Jos – von den Einheimischen Între Apoalde und La Rodeni genannt –, archäologische Funde, welche auf eine Besiedlung in der Römerzeit deuten, gemacht.
1750 lebten in Kleinpold 1236 Rumänen, 1765 12 Rumäniendeutsche, 1773 oder 1774 siedelten in Kleinpold etwa 60 Landler aus Österreich an.
Die Bewohner leben heute vorwiegend von der Landwirtschaft und der Viehzucht.

## Bevölkerung
Seit der ersten Aufnahme von 1850 wurde die höchste Bevölkerungsanzahl der Gemeinde (3388) 1920 und auch gleichzeitig die der Rumänen (3342) und der Deutschen (9) gezählt. Die höchste Anzahl der Ungarn (84) und die der Roma (165) wurde 1850 registriert. Darüber hinaus bezeichnete sich 1880 ein Einwohner als Serbe. 2002 lebten in der Gemeinde Apoldu de Jos 1525 Menschen, davon waren 17 Roma, zwei Deutsche, ein Ungar, restliche waren Rumänen. 2011 bekannten sich von den 1350 Menschen der Gemeinde 1291 als Rumänen und 20 als Roma.

## Sehenswürdigkeiten

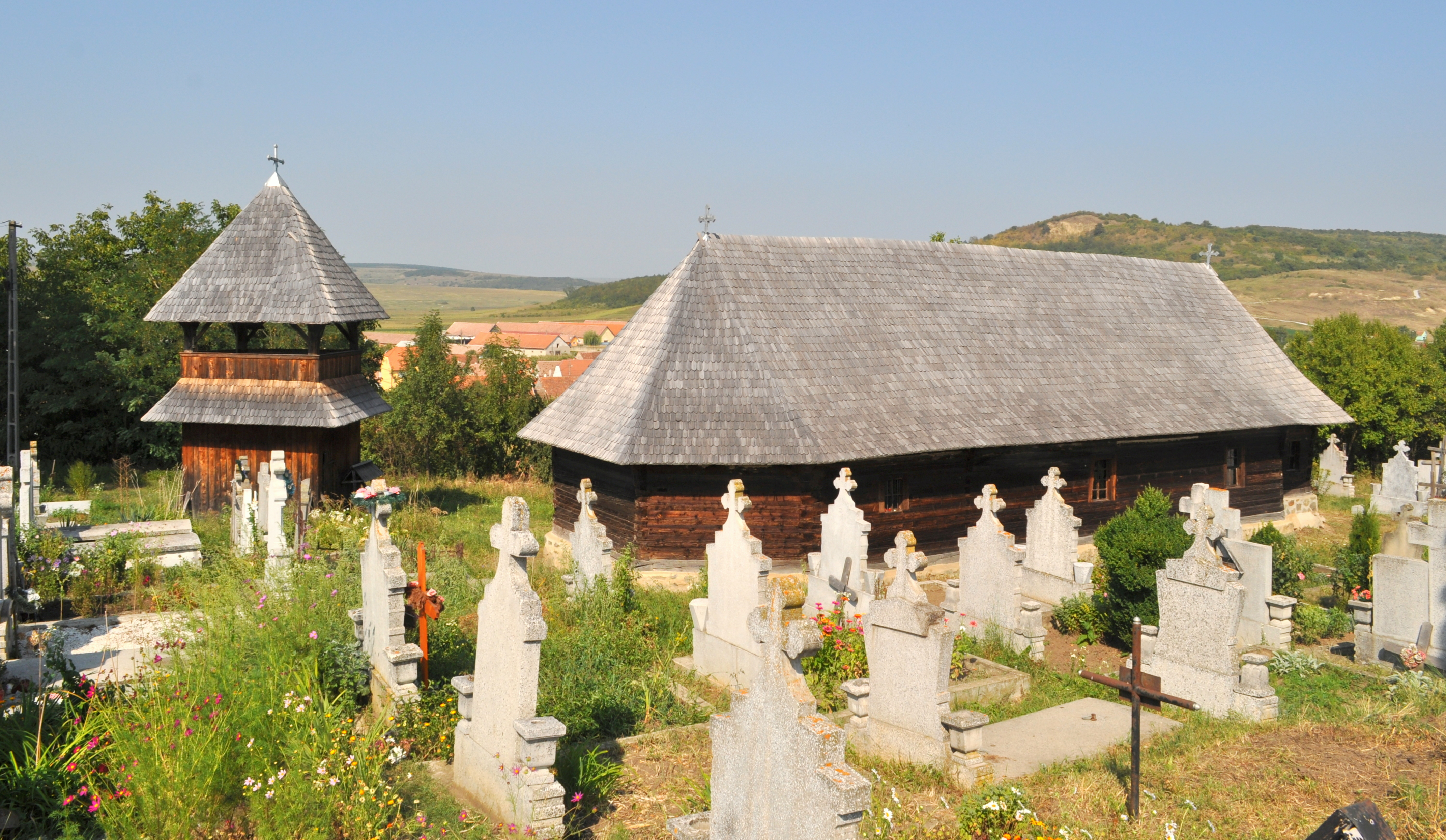
Holzkirche in Apoldu de Jos
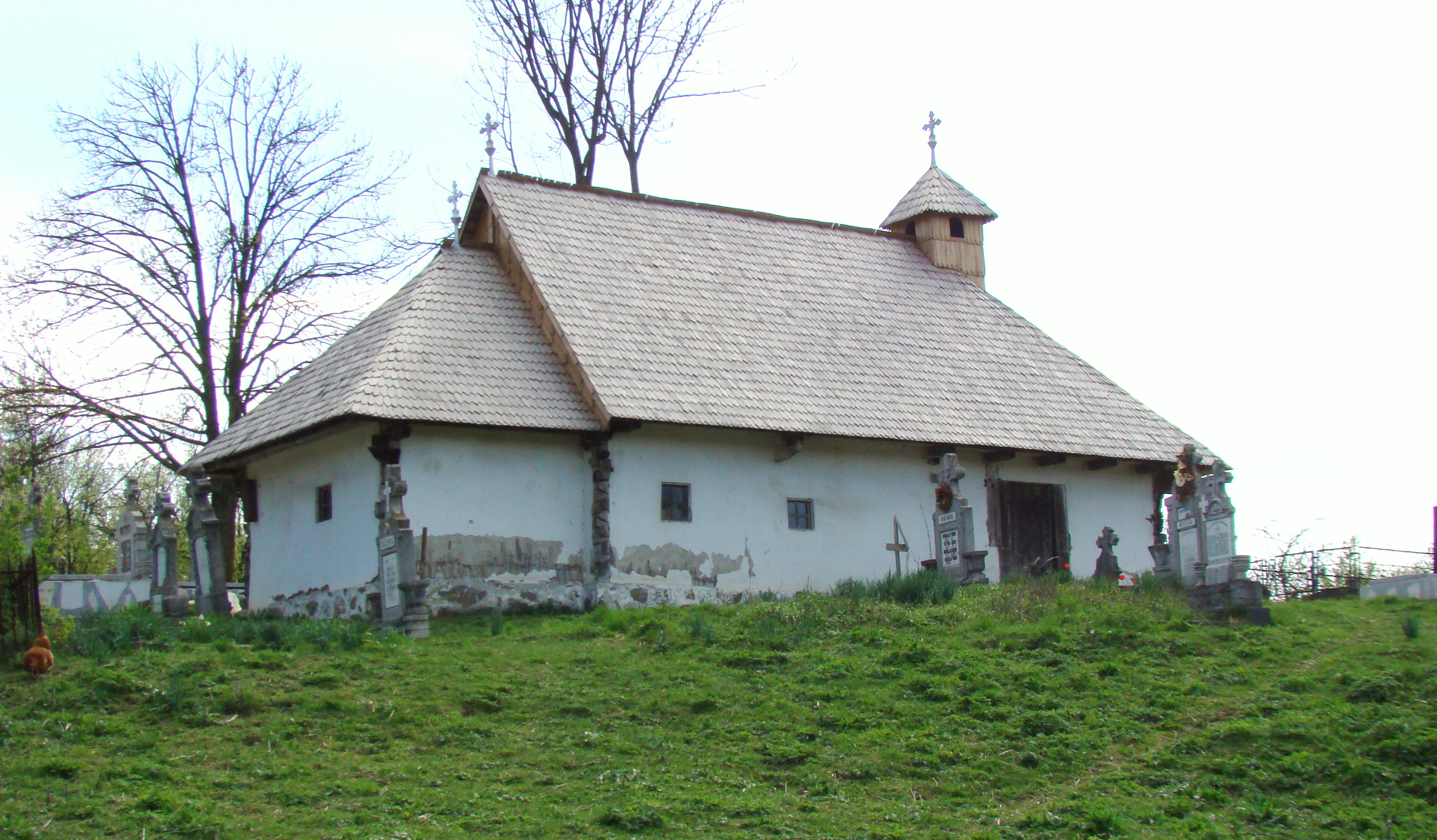
Holzkirche in Sângătin

- Die Holzkirche Sf. Ioan Evanghelistul, in Apoldu de Jos (aus Ocna Sibiului[5]) 1771 errichtet und 1881 erneuert, steht unter Denkmalschutz.[10]
- Die Holzkirche Sf. Arhangheli, in Sângătin, 1687 errichtet, steht unter Denkmalschutz.[10]

## Persönlichkeiten
- Damasus Dürr (1537–1585), Humanist, lebte von 1568 oder 1569 hier in Kleinpold, wo er bis zu seinem Tode als Geistlicher wirkte.[11]